# OAEP
OAEP (zkratka anglického Optimal asymmetric encryption padding, doslova Optimální výplň asymetrického šifrování) je v kryptografii jedním z algoritmů vytváření výplně. Vytvořili jej v roce 1995 Mihir Bellare a Phillip Rogaway pro asymetrickou šifru RSA a později byl standardizován v rámci PKCS #1 a v rámci RFC 2437.
Jádrem algoritmu je využití Feistelovy sítě s dvojicí náhodných orákulí, které zpracují otevřený text před tím, než je předán asymetrické šifře.

## Popis algoritmu

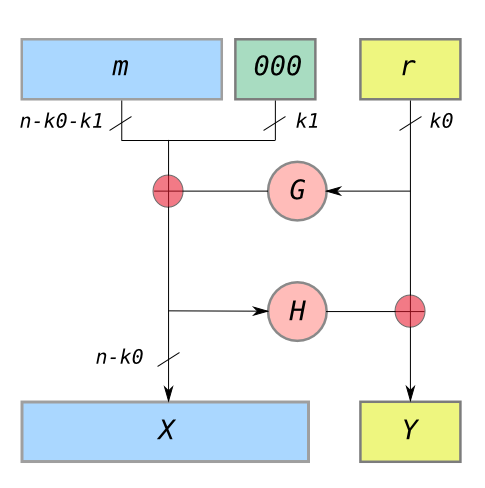
Schéma algoritmu OAEP

Ve schématu je využito:
- číslo {\displaystyle n} udávající cílový počet bitů
- čísla {\displaystyle k_{1}} a {\displaystyle k_{2}} určená protokolem
- vstupní bitová posloupnost {\displaystyle m} o délce {\displaystyle n-k_{0}-k_{1}} bitů
- dvojice funkcí {\displaystyle G} a {\displaystyle H} (typicky kryptografické hašovací funkce)

Postup kódování:
1. Vstupní bitová posloupnost {\displaystyle m} je doplněna {\displaystyle k_{1}} nulami na délku {\displaystyle n-k_{0}} bitů.
2. Je vytvořena náhodná bitová posloupnost {\displaystyle r} délky {\displaystyle k_{0}} bitů.
3. Funkce {\displaystyle G} vytvoří z posloupnosti {\displaystyle r} novou posloupnost o délce {\displaystyle n-k_{0}} bitů.
4. {\displaystyle X=m00..0\oplus G(r)}
5. Funkce {\displaystyle H} vytvoří z {\displaystyle X} dlouhého {\displaystyle n-k_{1}} bitů posloupnost o délce {\displaystyle k_{0}} bitů.
6. {\displaystyle Y=r\oplus H(X)}
7. Výstupem je zřetězení posloupností {\displaystyle X||Y} o délce {\displaystyle n} bitů.

Postup dekódování:
1. Náhodná posloupnost {\displaystyle r} je získána z rovnosti {\displaystyle r=Y\oplus H(X)}.
2. Zpráva je získána z rovnosti {\displaystyle m00\dots 0=X\oplus G(r)}